# Trumps fredsplan

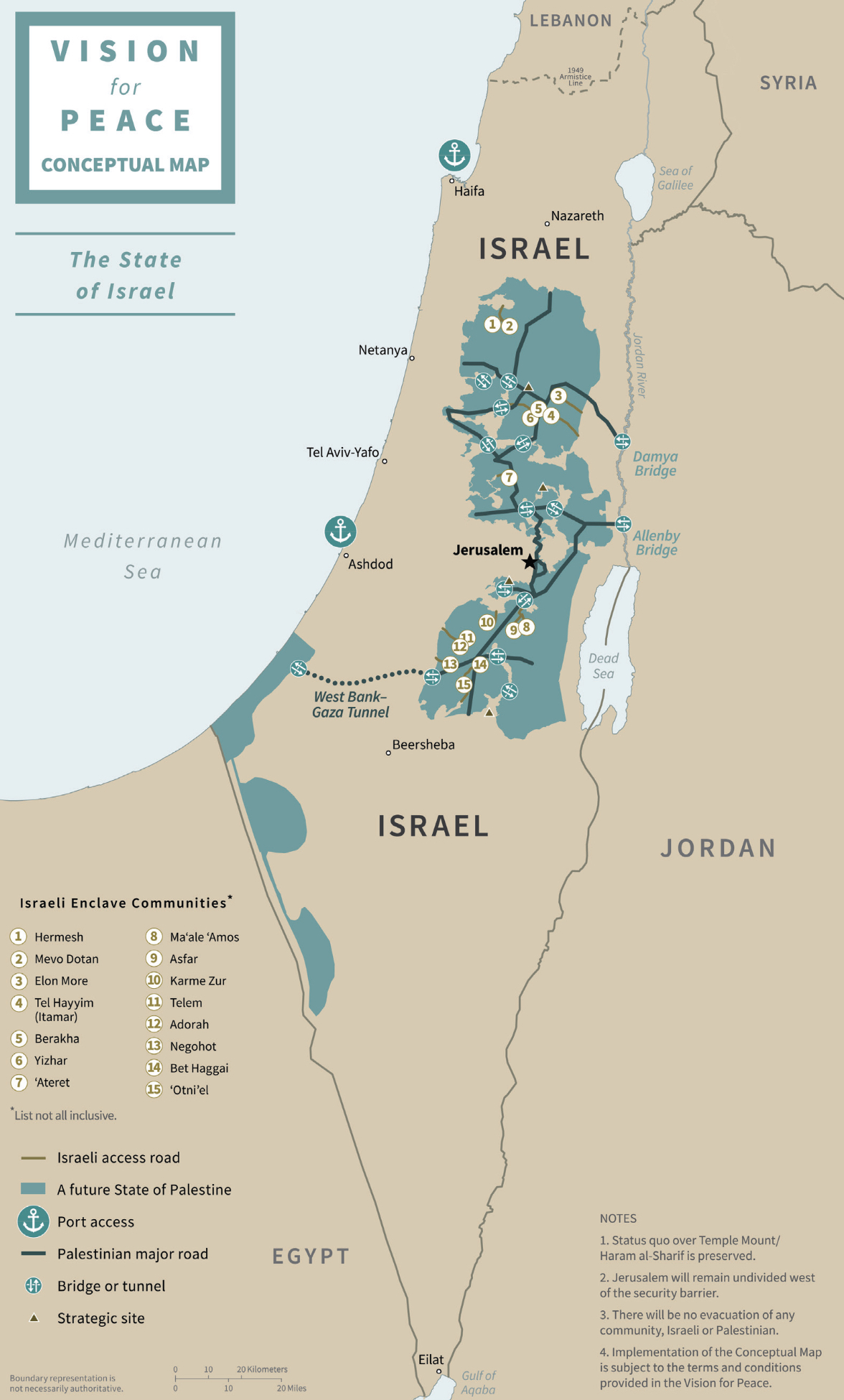
Fredsplanen.

Trumps fredsplan var ett fredsförslag som den 28 januari 2020 presenterades av USA:s president Donald Trump som lösning på Israel-Palestina-konflikten. Palestinska företrädare vägrade delta i förhandlingarna, då Trump-administrationen fört en mycket Israelvänlig politik och bland annat erkänt Jerusalem som Israels huvudstad. Det slutgiltiga förslaget var som väntat betydligt mer gynnsamt för Israel än tidigare amerikanska initiativ, men innebar ändå fler israeliska eftergifter än många experter förutspått.
Enligt planen skulle Israel få behålla större delen av östra Jerusalem, Jordandalen, samt de israeliska bosättningarna som finns på Västbanken. Palestinierna skulle å sin sida få kontroll över sammanlagt 70% av Västbanken, hela Gazaremsan, samt mindre delar av östra Jerusalem. Man skulle även erhålla viss territoriell kompensation i Negevöknen, och få tillgång till en fond på 50 miljarder dollar som skulle gå till att utveckla landet.
Fredsförslagets förespråkare, inklusive Israels premiärminister Benjamin Netanyahu, kallade planen för "århundradets affär" (en: "deal of the century"). Entusiasmen över förslaget var svalare på den palestinska sidan, som den palestinska myndighetens president Mahmoud Abbas kallade för "århundradets örfil".
Opinionsundersökningar visade att 45,3% av alla israeler ansåg att Israel borde acceptera planen, samtidigt som 38,1% ansåg att man inte skulle göra det. Bland palestinierna förkastade 94% förslaget.
Planen sammanställdes av ett arbetslag lett av Trumps rådgivare tillika svärson Jared Kushner, som senare framgångsrikt förhandlade fram Abraham-avtalen.